# Le Cottage enchanté
Pour plus de détails, voir Fiche technique et Distribution.
Le Cottage enchanté (The Enchanted Cottage) est un film fantastique américain en noir et blanc réalisé par John Cromwell, sorti en 1945.
Il s'agit du remake du film muet de 1924. Un deuxième remake est sorti en 2016.

## Synopsis
Le « Cottage enchanté », situé sur la côte de la Nouvelle-Angleterre, porte bonheur aux jeunes couples qui y séjournent. C'est en tout cas ce qu'assure le poème symphonique composé par le pianiste aveugle John Hillgrove. Alléchés par la réputation des lieux, de nombreux ménages viennent y passer leur lune de miel. Le cottage a tellement de succès que son propriétaire a engagé une femme de chambre, Laura Pennington. 
Lorsque Oliver Bradford, un séduisant pilote, vient le visiter avec sa fiancée, le cœur de Laura ne fait qu'un bond.

## Fiche technique
- Titre : Le Cottage enchanté
- Titre original : The Enchanted Cottage
- Réalisation : John Cromwell
- Scénario : DeWitt Bodeen et Herman J. Mankiewicz, d'après la pièce d'Arthur Wing Pinero : The Enchanted Cottage (1923)
- Musique : Roy Webb
- Production : Jack J. Gross (producteur exécutif) et Harriet Parsons
- Société de distribution : RKO Pictures
- Direction artistique : Carroll Clark et Albert S. D'Agostino
- Décorateur de plateau : Harley Miller et Darrell Silvera
- Costumes : Edward Stevenson
- Photographie : Ted Tetzlaff
- Montage : Joseph Noriega
- Pays de production :  États-Unis
- Langue d'origine : anglais américain
- Format : noir et blanc — 35 mm — 1,37:1 — son : Mono (RCA Sound System)
- Genre : drame romantique, fantastique
- Durée : 91 minutes
- Dates de sortie : 
  - États-Unis : 15 février 1945 (première)
  - États-Unis : 28 avril 1945 (New York)
  - France : 12 juillet 1946
- Affiche : Bernard Lancy (France)

## Distribution
- Dorothy McGuire : Laura Pennington
- Robert Young : Oliver Bradford
- Herbert Marshall : le major John Hillgrove
- Mildred Natwick : Mme Abigail Minnett
- Spring Byington : Violet Price
- Hillary Brooke : Beatrice Alexander
- Richard Gaines : Frederick 'Freddy' Price
- Alec Englander : Danny 'Taxi' Stanton
- Robert Clarke : le caporal Marin
- Eden Nicholas : un soldat
- Josephine Whittell : la gérante de la cantine